# Commission médicale d'établissement
Pour les articles homonymes, voir CME.
La commission médicale d’établissement (CME) constitue, en France, dans chaque établissement public de santé, l'instance représentative de la communauté médicale (médecins et sages-femmes), pharmaceutique et odontologique. Jusqu'à l'ordonnance du 1er septembre 2005, ses missions étaient purement consultatives, elle s'est vu alors reconnaître un pouvoir de décision que la loi hôpital, patients, santé et territoire lui a de nouveau retiré. 
La commission médicale d'établissement est régie par les articles L.6144-1, L.6144-2 et R.6144-1 à R.6144-6 du code de la santé publique. 

## Composition
Les membres de la commission médicale d'établissement sont élus pour quatre ans. 
La composition type d'une CME est la suivante : un président (PCME), les responsables de pôle d'activité clinique ou médico-technique et des chefs de service, des représentants des professions médicales élus par leurs pairs en dehors des responsables de pôle et des chefs de service, des représentants des internes ainsi que des représentants des filières étudiantes effectuant des stages hospitaliers (médecine, pharmacie, maïeutique et odontologie). 
Dans les centres hospitaliers, les CME comprennent des membres de droit (les responsables de pôles d'activité clinique ou médico-techniques et certains chefs de service) et des membres élus, lors d'un scrutin nominatif, par leurs pairs (praticiens hospitaliers titulaires, en même nombre que les responsables de pôle et chefs de service, praticiens contractuels et attachés, assistants et sages-femmes). Les internes ne sont pas élus, mais désignés sur proposition des organisations syndicales représentatives. 
Dans les centres hospitaliers universitaires, les médecins permanents sont répartis en collèges (médecine, chirurgie, biologie médicale, anesthésie-réanimation, éventuellement odontologie). Au sein de chaque collège, la majorité appartient aux professeurs des universités-praticiens hospitaliers. Les autres membres sont désignés de la même manière que pour les centres hospitaliers. Le directeur de l'unité de formation et de recherche médicale, s'il ne fait pas lui-même partie des élus, siège avec voix consultative. 
Dans les hôpitaux locaux, la CME comprend cinq médecins élus par leurs pairs parmi les généralistes intervenant dans l'établissement, jusqu'à quatre praticiens titulaires, attachés ou contractuels, et le pharmacien. Toutefois, le directeur peut décider que la CME réunit l'ensemble des praticiens. 
Le président, qui dispose de prérogatives propres, est vice-président du directoire (premier vice-président dans les CHU) et siège avec voix consultative au conseil de surveillance. Il est élu pour un mandat de quatre ans renouvelable une fois. Il doit être, dans les CHU, professeur des universités, et, dans les centres hospitaliers, praticien hospitalier titulaire. Il détient un pouvoir non négligeable au sein d'un établissement hospitalier. La CME désigne aussi un vice-président qui, dans les CHU, est un praticien titulaire. 
La CME se réunit en formation plénière, sauf lorsqu'elle examine des questions individuelles ; dans ce cas, seuls les membres de statut supérieur ou égal à celui de la personne dont le cas est examiné siège[réf. nécessaire],.
Elle comporte en son sein une sous-commission au moins, chargée des questions de qualité et de sécurité des soins, et notamment de la lutte contre les maladies nosocomiales ou iatrogènes. 
Un membre du comité social d'établissement (CSE) assiste avec voix consultative aux séances de la commission médicale d'établissement et vice-versa. De 2005 à 2010, les établissements publics de santé pouvaient constituer un comité d'établissement réunissant les membres du comité technique d'établissement (ancêtre du CSE) et de la CME pour examiner les questions devant être soumises à chacun de ces organes.

## Attributions
La CME donne son avis sur les réorganisations d'activité médicale. Elle organise le développement professionnel continu des praticiens et l'évaluation de leur activité. 
La CME émet obligatoirement des avis sur la plupart des points rythmant la vie hospitalière et soumis aux décisions du directeur ou aux délibérations du conseil de surveillance : 
- un certain nombre de textes stratégiques comme le projet d'établissement, les programmes d'investissement, ou le contrat pluriannuel d'objectifs et de moyens ;
- l'état des prévisions de recettes et de dépenses, les comptes, le tableau des effectifs du personnel ;
- l'organisation interne (création, transformation, suppression de pôles d'activités ou de services) ;
- si nécessaire, le plan de redressement ;
- certaines opérations de gestion ou de disposition des biens ;
- les conditions de travail du personnel et notamment les incidences des actions de modernisation des méthodes ou équipements de travail ;
- les règles d'emploi du personnel, dans la mesure où la loi et le règlement n'y ont pas pourvu ;
- la politique sociale et le bilan social de l'établissement ;
- la participation aux actions de coopération et de coordination ;
- les conventions hospitalo-universitaires ;
- le règlement intérieur de l'établissement.

Le président de la CME élabore, avec le directeur, le projet médical, socle du projet d'établissement. Il donne son avis sur les nominations de médecins (Praticiens hospitaliers, praticiens adjoints contractuels, praticiens contractuels assistants).

## Cas particuliers
À l'Assistance publique - hôpitaux de Paris, aux Hospices civils de Lyon et à l'Assistance publique - hôpitaux de Marseille, il existe à la fois : 
- une commission médicale d'établissement locale dans les groupements d'hôpitaux et dans les hôpitaux n'appartenant à aucun groupement ;
- une commission médicale d'établissement centrale[5].

Avant la réforme de 2010, il existait à l'AP-HP, des comités consultatifs médicaux (CCM), rassemblant les représentants des médecins et des pharmaciens dans un hôpital. 
La commission médicale d'établissement locale est informée des contrats de pôles signés au sein de l'hôpital ou du groupement d'hôpitaux (GH, Groupement hospitalier), du bilan annuel des tableaux de service et du bilan de recrutement des emplois médicaux. Elle peut être amenée à se prononcer sur l'organisation interne de l'hôpital ou du groupement. En outre, elle rédige un rapport annuel à l'intention de la commission médicale d'établissement centrale. 
Les présidents des commissions locales siègent de droit à la commission centrale à la place des responsables de pôles et chefs de service dans les autres établissements publics de santé.